# Хејден Смит
Хејден Смит (енгл. Hayden Smith; 10. април 1985) професионални је рагбиста и амерички репрезентативац који тренутно игра за премијерлигаша Сараценс. За репрезентацију САД је до сада одиграо 29 тест мечева.